# Roman Hlinovský
Roman Hlinovský (* 3. února 1968) je český hasič, od května 2020 příslušník MV-Generálního ředitelství HZS ČR ve funkci vrchní rada - mezinárodní spolupráce.
Je absolventem Vysoké školy báňské - Technické university Ostrava v oboru Technika požární ochrany a bezpečnosti průmyslu. Jako hasič pracuje od 1. října 1988, kdy nastoupil u jednotky požární ochrany podniku Spolana Neratovice.

## Profesní působení
U Hasičského záchranného sboru podniku SPOLANA, a.s. Neratovice působil do listopadu 2004. Z funkce hasiče postupně přešel na pozici velitele družstva, zástupce velitele jednotky a velitele jednotky HZS. Za 16 let působení v chemickém podniku se podílel na likvidaci úniků chlóru, chlorovodíku, čpavku, dichlorethanu a dalších chemických látek. Zároveň v rámci zařazení podnikové jednotky v poplachovém plánu kraje vyjížděl k mimořádným událostem na území okresu Mělník. V roce 1996 s kolegy z dalších chemických podniků a okresních sborů požární ochrany zasahoval při likvidaci požáru rafinerie v Chemopetrolu Litvínov. Při povodních v roce 2002 zasahoval a koordinoval zásahy vlastní jednotky a jednotek HZS krajů v zaplaveném podniku.
V období od 1. prosince 2004 do 30. listopadu 2010 vykonával funkci náměstka krajského ředitele pro IZS a operační řízení Hasičského záchranného sboru Libereckého kraje. 1. prosince 2010 byl jmenován do funkce krajského ředitele. V rámci desetiletého působení u HZS Libereckého kraje se zasadil o sjednocení systému odborné přípravy, nastavení komunikace s orgány státní správy a samosprávy a výstavbu moderního operačního a informačního střediska.
1. dubna 2015 byl generálním ředitelem Hasičského záchranného sboru ČR vybrán do funkce ředitele HZS hlavního města Prahy, kde působil do 30. dubna 2020. U HZS hlavního města Prahy nastavil podmínky pro zefektivnění interních činností sboru a modernizaci mobilní požární techniky a zásahového vybavení.
28. října 2015 byl prezidentem republiky jmenován do hodnosti brigádního generála.
Je zařazen v databázi odborníků pro účely vysílání do záchranných a humanitárních operací nebo pro poskytování odborných informací v případě mimořádných událostí spojených s výskytem nebezpečných látek v České republice i v zahraničí s odborností nebezpečné látky – dekontaminace, detekce nebezpečných látek.
Je členem týmu styčných důstojníků HZS ČR určených pro mezinárodní záchranné operace. V rámci odborné přípravy pro tuto činnost absolvoval sérii kurzů Evropské unie - Community Mechanism Introduction Course - Easingwold, Velká Británie, Modules Basic Course, Revinge - Švédsko, Operational Management Course - Neuhausen, Německo/Kodaň, Dánsko, Assessment Mission Course - Sofia,Bulharsko/Limassol, Kypr, Security Course - Snekkersten, Dánsko, International Coordination Course - Snekkersten, Dánsko, High Level Coordination Course - Arnhem, Nizozemí a Staff Management Course - Tallinn, Estonsko.
Zúčastnil se řady mezinárodních cvičení - TWIST 2013 Salerno, Itálie - Tidal Wave in Southern Tyrrhenian Sea , MODEX 2014 Tinglev, Dánsko, MODEX 2014 Lincolnshire, Velká Británie, Module Table Top 2015 Cluj Napoca, Rumunsko.
V roce 2022 zabezpečoval předsednictví ČR v Radě Evropské unie jako místopředseda českého týmu civilní ochrany.

## Zahraniční mise
V roce 2012 byl vyslán na misi HZS ČR v Afghánistánu, kde ve spolupráci s Provinčním rekonstrukčním týmem shromažďoval informace z oblasti krizového řízení a zabezpečoval základní výcvik pro hasičskou jednotku provincie Logar. Výstupem mise se stal koncepční materiál "Analýza záchranného systému Logar".
V květnu 2014 byl vyslán Evropskou komisí do Srbské republiky zasažené katastrofálními povodněmi. Zde jako expert na povodně a člen European Civil Protection Teamu pomáhal získávat a posuzovat informace ze zatopených měst a chemických továren a koordinovat mezinárodní pomoc v zatopených oblastech.

## Ocenění
Roman Hlinovský je nositelem medaile Hasičského záchranného sboru Za statečnost, kterou obdržel za mimořádné nasazení při řešení úniků nebezpečných látek (chloru) v areálu podniku Spolana při povodních v roce 2002.
V srpnu 2010 z titulu funkce řídícího důstojníka kraje řídil nasazování sil a prostředků HZS a jako člen krizového štábu Libereckého kraje koordinoval při povodních činnost integrovaného záchranného systému na území Libereckého kraje. Pro jeho profesionalitu a osobní nasazení mu bylo dne 28. října 2010 uděleno státní vyznamenání Medaile Za zásluhy III. stupně za zásluhy o stát v oblasti bezpečnosti státu a občanů.